# Ga Miasageori
Ga Miasageori là ga trên Tàu điện ngầm vùng thủ đô Seoul tuyến 4. Tên nó có nghĩa là "ngã tư giao nhau tại Mia-dong." Nó nằm ở Mia-dong, Gangbuk-gu, Seoul.

## Bố trí ga
| Mia ↑    |
| \| N/B   |
| ↓ Gireum |

| Hướng Bắc | ← ● Tuyến 4 Hướng đi Jinjeop |
| Hướng Nam | → ● Tuyến 4 Hướng đi Oido →  |